# Bellevalia crassa
Bellevalia crassa är en sparrisväxtart som beskrevs av Per Erland Berg Wendelbo. Bellevalia crassa ingår i släktet Bellevalia och familjen sparrisväxter. Inga underarter finns listade i Catalogue of Life.